# Shipman (Saskatchewan)
Shipman je samota v kanadské provincii Saskatchewanu. Stojí na hranici souvislého severského lesa a kulturní krajiny ve venkovské municipalitě Torch River No. 488 na silnici Highway 55. Je na seznamu pojmenovaných míst podle kanadského statistického úřadu Statistics Canada. Podle kanadského sčítání lidu z roku 2006 má 15 obyvatel.